# Église Notre-Dame-la-Brune de Pont-de-Barret
L'église Notre-Dame-la-Brune est une église romane située sur le territoire de la commune de Pont-de-Barret dans le département français de la Drôme en région Auvergne-Rhône-Alpes.

## Historique
L'église romane de Pont-de-Barret est un ancien prieuré de l'abbaye de Saint-Chaffre.
Elle fait l'objet d'un classement au titre des monuments historiques depuis le 9 septembre 1908.

## Architecture
L'église, édifiée en pierre de taille assemblée en appareil irrégulier, présente à l'ouest une haute façade rectangulaire surmontée d'un clocheton à baie campanaire unique.
La façade, dans laquelle sont disposés de nombreux trous de boulin disposés en rangs réguliers, est percée d'une baie en plein cintre surmonté d'un larmier en sourcil orné d'une frise de billettes.
Cette fenêtre est surmontée de deux baies cintrées plus petites, à simple ébrasement.
La façade se termine par une grande horloge surmontée d'un clocheton à baie campanaire unique, flanqué latéralement de supports métalliques destinés à porter deux cloches supplémentaires.